# Neotorularia
Neotorularia é um género botânico pertencente à família Brassicaceae.